# Jean-Luc Le Magueresse
Pour l’article homonyme, voir Le Magueresse.
Jean-Luc Le Magueresse, né le 25 avril 1961 à La Rochelle, est un footballeur français. Il évolue au poste de défenseur du début des années 1980 au début des années 1990.
Après des débuts au Stade brestois, il joue ensuite au RC Paris et au RC Lens, avant de terminer sa carrière à l'EA Guingamp.
Il est le père de la chanteuse Nolwenn Leroy.

## Biographie
Ses ancêtres sont originaires de Pluméliau, Guénin et Remungol. Son nom en breton, Ar Vagerez, signifie La Nourrice. Il se marie très jeune et a deux filles  dont l'aînée Nolwenn née en 1982 participera à l'émission télévisée Star Academy avant de devenir une chanteuse célèbre. Il divorce en 1993. Sa femme et ses filles s'installent à Vichy tandis qu'il rentre en Bretagne. 
Au cours de sa carrière de joueur, il dispute 155 matchs en Division 1 et 45 matchs en Division 2.
En 1986, il signe au RC Paris en compagnie notamment de Bernard Bureau, certains observateurs voyant dans la signature des deux joueurs plus une question d'argent que de temps de jeu, à une époque où le foot business n'est qu'à son balbutiement. Et à la vue de l'effectif parisien, Jean-Luc ne s'imposera jamais et quittera le navire parisien deux saisons plus tard, en n'ayant joué que 28 matches toutes compétitions confondues. Il atterrit à Lens en 1988, mais connaît une grosse désillusion, le club artésien terminant à une piteuse dernière place avec trois petites victoires au compteur en championnat. Il arrête sa carrière professionnelle en 1991, après deux saisons à Guingamp en Division 2.
Il est actuellement conseiller technique pour TV Breizh, et attaché commercial au Stade brestois.

## Carrière
- 1980-1986 :  Stade brestois
- 1986-1988 :  RC Paris
- 1988-1989 :  RC Lens
- 1989-1991 :  EA Guingamp
- 1992-1993 :  Gars d'Arvor Football

## Palmarès
- Champion de France de Division 2 en 1981 avec le Stade brestois